# Пашур-Вішур
Пашу́р-Вішу́р (рос. Пашур-Вишур) — присілок у складі Шарканського району Удмуртії, Росія.
27 лютого 1987 року до присілка було приєднано сусідній присілок Вішур-Пурга.

## Населення
Населення — 420 осіб (2010; 462 у 2002).
Національний склад станом на 2002:
- удмурти — 96 %

## Урбаноніми[3]
- вулиці — Зарічна, Калиновська, Молодіжна, Підгірна, Пургинська, Садова, Шкільна